# Ruru
Ruru är ett vattendrag i Burundi.   Det ligger i provinsen Ruyigi, i den östra delen av landet, 130 kilometer öster om huvudstaden Bujumbura.
I omgivningarna runt Ruru växer huvudsakligen savannskog. Runt Ruru är det ganska tätbefolkat, med 90 invånare per kvadratkilometer.